# Gendalen
Gendalen is een plaats in de gemeente Alingsås in het landschap Västergötland en de provincie Västra Götalands län in Zweden. De plaats heeft 51 inwoners (2005) en een oppervlakte van 14 hectare.